# Stein (Eitorf)
Stein ist ein Ortsteil der Gemeinde Eitorf im Rhein-Sieg-Kreis.

## Lage
Stein liegt in der Eitorfer Schweiz. Nachbarorte sind Mühleip und Keuenhof-Hove.

## Einwohner
1885 hatte Stein 25 Wohngebäude und 133 Einwohner.
1925 waren in Stein 28 Haushalte verzeichnet.

## Basaltsteinbruch Stein

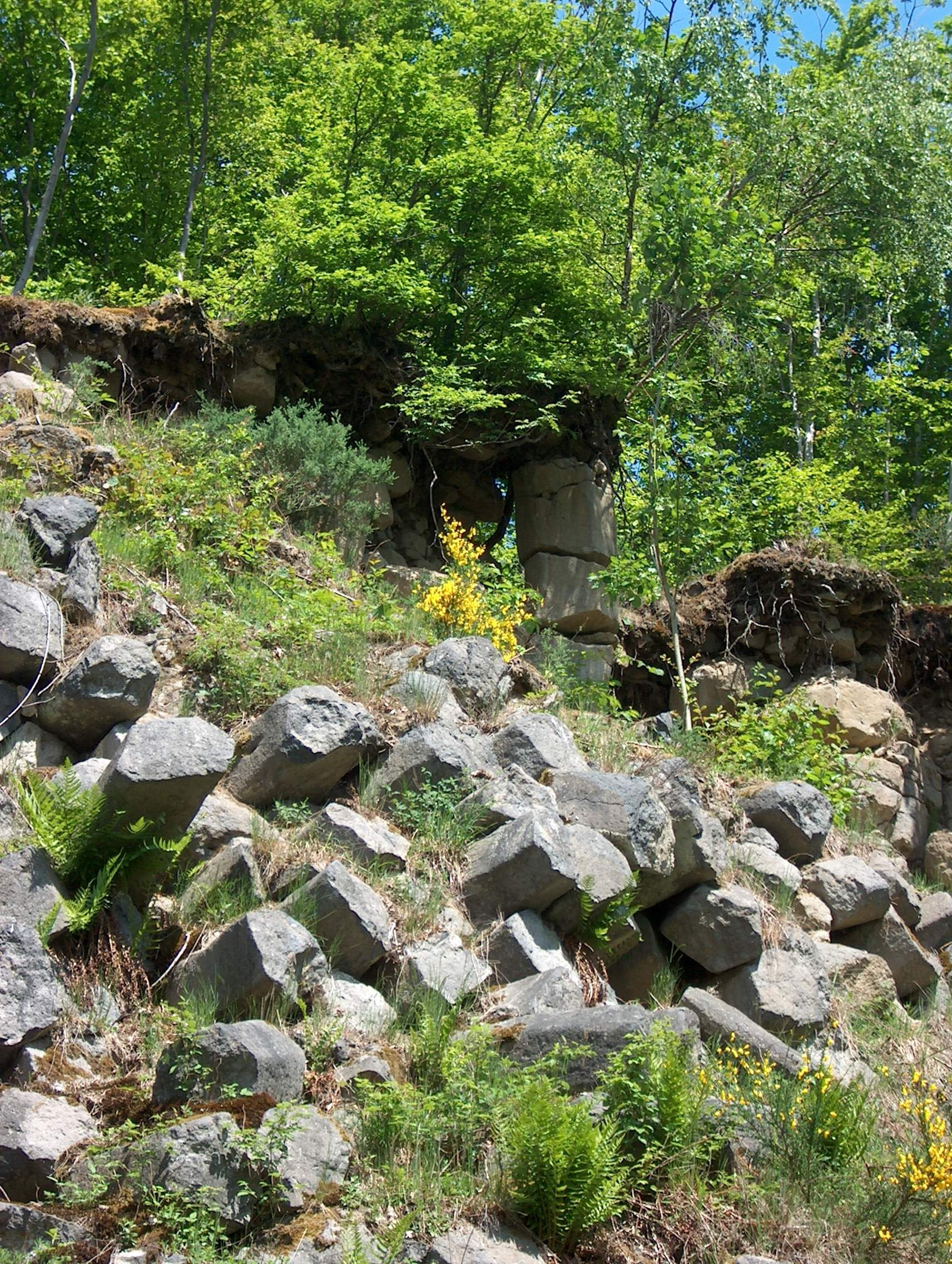
Im Ortsteil Stein wurden gewerbsmäßig die Basaltsäulen abgebaut.

Der Vulkan von Stein ist als Naturdenkmal NSG SU-086 eingetragen. Der Basalt hat ein Alter von 19 Millionen Jahren. Er bedeckt eine Fläche von 0,1 km², die Säulenhöhe beträgt 15–20 m.
Der Großteil der ca. 270 Basaltbildungen des Mittelrheingebiets hat eine geringere Dicke. Der Vulkan in Stein bildet eine der wenigen Ausnahmen. Nach dem heutigen Kenntnisstand über die Entstehung der Basaltvulkane im Rheinland und aufgrund von Untersuchungen an dem hiesigen Vorkommen durch das geologische Landesamt Nordrhein-Westfalen in Krefeld, lässt sich das vulkanische Geschehen in Stein wie folgt rekonstruieren: Die Förderung des basaltischen Magmas erfolgte am nordwestlichen Rand des Vorkommens über einen röhrenförmigen Schlot, der unter dem Druck weiter nachdringender Massen im Südosten auseinanderbrach. Die Lava strömte in eine dem Vulkan unmittelbar vorgelagerte, mehr als 20 m tiefe Senke, wo sie sich aufstaute und zur Lavadecke erstarrte. In den folgenden 19 Millionen Jahren wurde der Schlackenkegel des Vulkans vollständig aufgebaut. Das Gestein des in der Lavadecke angelegten Steinbruchs weist die für Basalte typischen abkühlungsbedingten Absonderungsformen auf, überwiegend fünf- und sechskantige Säulen. Die vor den Steinbruchwänden flachliegenden Säulen sind bei den Spreng- und Abbrucharbeiten verstürzt.
Der Steinbruch ist ein Refugium für seltene Tiere und Pflanzen. Vor allem der Russische Bär (eine Schmetterlingsart) und die Gelbbauchunke sind hier als bedrohte Tierarten zu nennen.